# Gymnoscelis
Genre
Gymnoscelis est un genre de lépidoptères (papillons) de la famille des Geometridae.

## Seule espèce européenne
- Gymnoscelis rufifasciata (Haworth, 1809) - Fausse eupithécie ou Phalène de l'olivier.